# Cáceres (Mato Grosso)
Cáceres es una de las ciudades más 
importantes en el estado brasileño de Mato Grosso. Fue fundada oficialmente en 1778 sobre la orilla izquierda del río Paraguay poco antes -aguas arriba- de su confluencia con el Yaurú con el nombre de Vila Maria do Paraguai (Villa María del Paraguay). Se dice que Cáceres fue nombrada por la localidad española de Cáceres, en Extremadura
- Datos: Q986526
- Multimedia: Cáceres (Mato Grosso) / Q986526

1. ↑  Worldpostalcodes.org,código postal n.º 78200-000.